# Тя (филм, 2016)
„Тя“ (на френски: Elle) е френско-германски филм от 2016 година, психологически трилър на режисьора Пол Верховен по сценарий на Дейвид Бърк, базиран на романа „О...“ от Филип Джиан.
В центъра на сюжета е жена на средна възраст, ръководеща успешно софтуерно предприятие, която е изнасилена в дома си, след което със собствени усилия разкрива нападателя и за известно време поддържа садомазохистична връзка с него. Главните роли се изпълняват от Изабел Юпер, Лоран Лафит, Жонас Блоке, Ан Консини.
„Тя“ печели наградите „Златен глобус“ за чуждоезичен филм и женска драматична роля и „Сезар“ за най-добър филм и женска роля и е номиниран за „Оскар“ за женска роля, „Златна палма“ и награда на БАФТА за чуждоезичен филм.